# Nonyma strigata
Nonyma strigata là một loài bọ cánh cứng trong họ Cerambycidae.